# Eudaimos
Eudaimos (altgriechisch Εὐδαίμος Eudaímos, deutsch ‚der einen guten Daimon hat‘, lateinisch Eudaemus) ist in der griechischen Mythologie der Sohn des Agelas II. und nach diesem König von Korinth.
Nach Eusebius von Caesarea regierte er für 25 Jahre. Er war der Vater des Aristomedes und des Agemon. Nach seinem Tode folgte ihm Aristomedes auf den Thron.